# 11657 Антонгайдук
11657 Антонгайдук (1997 EN7, 1985 RU4, 1998 HO44, 11657 Antonhajduk) — астероїд головного поясу, відкритий 5 березня 1997 року.
Тіссеранів параметр щодо Юпітера — 3,574.